# Cerodontha orbitona
Cerodontha orbitona är en tvåvingeart som beskrevs av Spencer 1960. Cerodontha orbitona ingår i släktet Cerodontha och familjen minerarflugor. Inga underarter finns listade i Catalogue of Life.